# Stazione di Ariano Irpino
La stazione di Ariano Irpino è una stazione ferroviaria ubicata lungo una sezione a binario unico della tratta Benevento–Foggia.
Situata in una valle a 479 m s.l.m., dista circa 5 km dal centro abitato di Ariano Irpino.

## Storia
L'inaugurazione dell'allora "stazione di Ariano di Puglia" avvenne il 13 luglio 1869 alla presenza del deputato Pasquale Stanislao Mancini.
Il piazzale venne poi elettrificato tra il 1925 e il 1927 e fu pertanto uno dei primi in Italia a sperimentare il sistema di trazione elettrica a corrente continua a 3000 volt. L'edificio di stazione disponeva in origine di un piano superiore che fu abbattuto a seguito dei gravi danni subiti durante il terremoto del 1930 e mai più ricostruito. Nello stesso anno 1930 l'infrastruttura fu ufficialmente ridenominata "stazione di Ariano Irpino".
Distrutta nel 1943 da un bombardamento alleato nel corso della seconda guerra mondiale, la stazione fu prontamente riedificata nel dopoguerra mentre la pensilina metallica risale ai successivi anni ottanta.

## Struttura e impianti
In epoca contemporanea il fabbricato viaggiatori si presenta a un solo livello. Sono inoltre presenti altri edifici minori a un solo piano che ospitano il bar, i servizi igienici, un deposito e un'officina. È anche presente una piccola rimessa con mezzi di manutenzione della linea aerea.
Il piazzale si compone di quattro binari, due dei quali sono stati resi tronchi a partire dal 2013 mentre gli altri due sono dotati di banchine (collegate da una passerella) sebbene soltanto quella del primo sia riparata da una pensilina.
Fino alla metà degli anni novanta la stazione fruiva di uno scalo merci con due tronchini (tuttora esistenti) e un annesso magazzino.
Dopo che la stazione è stata resa impresenziata dal 2004 tutti gli impianti di stazione sono telecomandati tramite un sistema centralizzato con base a Napoli Centrale.

## Movimento
La stazione è servita da relazioni a lunga percorrenza (instradate lungo la direttrice Roma-Bari) svolte da Trenitalia nell'ambito del servizio universale. Vi effettua fermata almeno una coppia giornaliera di treni, mentre vi fermavano almeno otto coppie giornaliere nel 1938 e almeno undici coppie giornaliere nel 1955 e nel 1973.

## Servizi
Pur essendo interessata da collegamenti a lunga percorrenza, la stazione è classificata di categoria bronze. Dotata di sistemi di informazione al pubblico sonori e visivi, offre inoltre i seguenti servizi:
- Bar
- Sala di attesa
- Servizi igienici